# Francesco Ferrari (politician, născut în 1946)
Francesco Ferrari (n. 16 decembrie 1946, Mairano, Lombardia, Italia – d. 23 mai 2022, Mairano, Lombardia, Italia) a fost un politician italian. A fost numit în Parlamentul European la 5 iulie 2007 pentru a o înlocui pe Marta Vincenzi și a făcut parte din grupul Alianța Liberalilor și Democraților pentru Europa . A foost membru al United in the Olive Tree – for Europe .